# Pyrrhopoda marginicollis
Pyrrhopoda marginicollis är en skalbaggsart som beskrevs av Ernst Gustav Kraatz 1893. Pyrrhopoda marginicollis ingår i släktet Pyrrhopoda och familjen Cetoniidae. Inga underarter finns listade i Catalogue of Life.